# Micropygus ripicola
Micropygus ripicola är en tvåvingeart som beskrevs av Octave Parent 1933. Micropygus ripicola ingår i släktet Micropygus och familjen styltflugor. Inga underarter finns listade i Catalogue of Life.